# Riesenstabschrecke

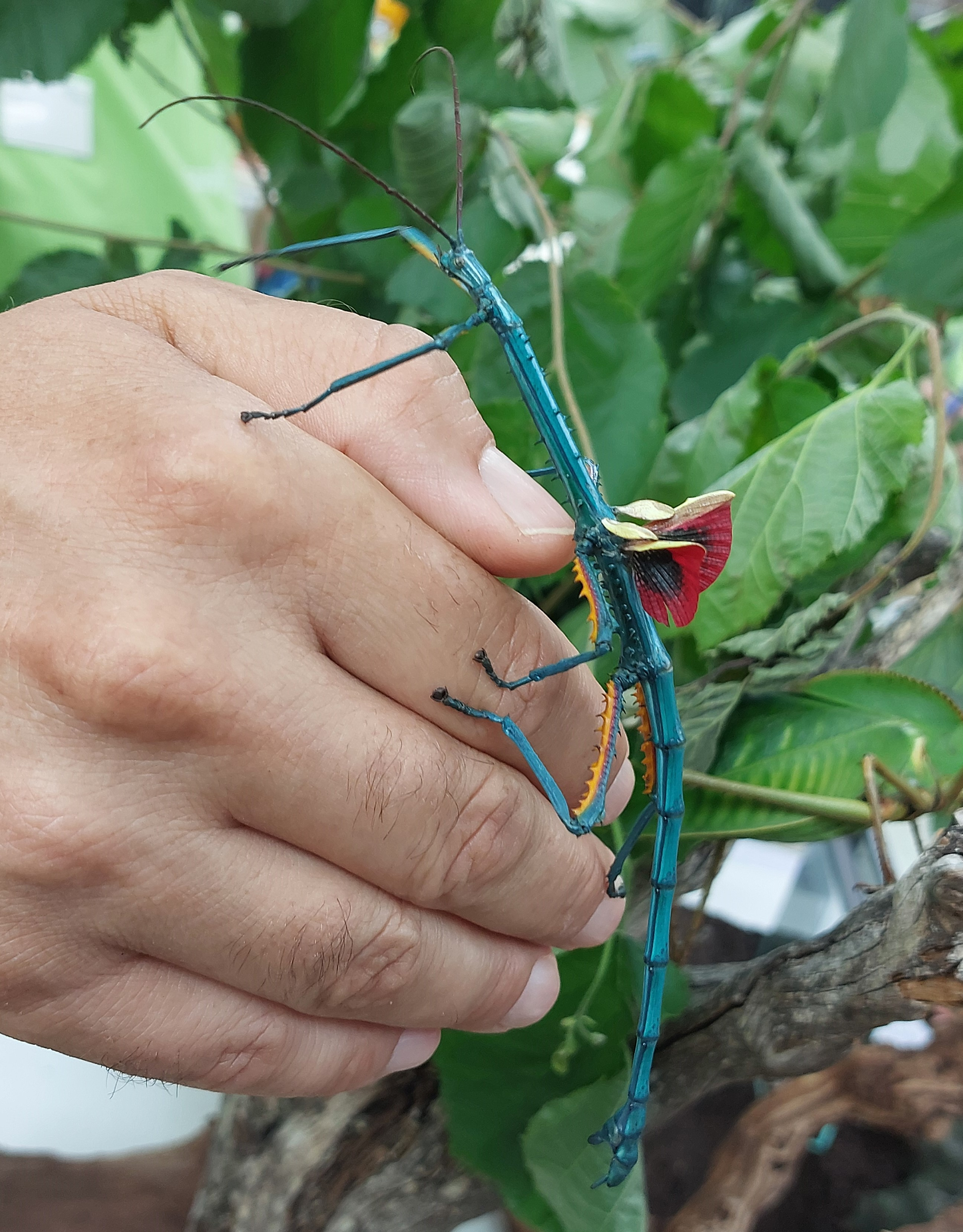
Männchen der Türkisblauen Riesenstabschrecke (Archrioptera manga) auf einer Hand. Das Weibchen wird deutlich größer.

Als Riesenstabschrecken, auch Riesen-Stabschrecken, werden umgangssprachlich verschiedene, teilweise nicht näher miteinander verwandte, sehr große, stabförmige Gespenstschrecken-Arten bezeichnet. Bei den meisten dieser Arten erreichen die Weibchen eine Körperlänge von mehr als 20 cm. Die Bezeichnung wird oft als Sammelname verwendet, ist gelegentlich in Ermangelung anderer Namen aber auch als möglicher deutscher Name (Trivialname) für einzelne Arten oder Gattungen zu finden.
So werden insbesondere viele Vertreter folgender Gattungen häufig als Riesenstabschrecken angesprochen: Achrioptera, Acrophylla, Anichale, Bactrododema, Cladomorphus, Ctenomorpha, Eurycnema, Hermarchus, Macrophasma, Nesiophasma, Otocrania, Pharnacia, Phobaeticus (unter anderem mit Phobaeticus serratipes), Phryganistria und Tirachoidea. Bei einigen Arten sind durch ergänzende Begriffe eindeutige Trivialnamen entstanden. So wird Eurycnema goliath als Australische Riesenstabschrecke bezeichnet und Archrioptera manga wird umgangssprachlich Türkisblaue Riesenstabschrecke genannt. Wie bei allen Stabschrecken genannten, stabförmigen Gespenstschrecken, findet sich auch hier die irreführende Bezeichnung Stabheuschrecken, in diesem Fall als Riesenstabheuschrecken (siehe dazu auch Namensgebung der Gespenstschrecken).